# 尖 (围棋)
尖是圍棋中的一種行棋的方式，指在已有的已方棋子的斜角的位置行棋，而該位置的四周也並無已方或對方的棋。（如果有對方的棋的話依其位置稱作碰或撞）
尖的下法，因為與已有的己方棋子連結緊密（不像飛會有被對方切斷的可能），是一種厚實穩固的下法，但因其腳步較慢，通常是在對方棋子接近，如被夾或掛角時，才會用尖的手法，一方面穩固自身勢力，一方面蓄積力量反攻對手接近的棋子，最著名的尖的下法，是日本棋士秀策在對手小馬步掛小目時的下法，被稱作秀策的尖，即是一個雖稍嫌緩慢厚實但攻守俱佳的棋步。